# Tapinoma flavidum
Tapinoma flavidum är en myrart som beskrevs av Andre 1892. Tapinoma flavidum ingår i släktet Tapinoma och familjen myror. Inga underarter finns listade i Catalogue of Life.